# 許崑源
許崑源（1957年5月1日—2020年6月6日），中華民國政治人物、黑道人物，中國國民黨籍，曾任高雄市議會議長、議員。早年追隨兄長許昆龍，從事反對國民黨威權體制的黨外運動，後亦追隨兄長成為民主進步黨黨員，許昆龍退出政壇後，許崑源起初以無黨籍從政，後加入國民黨。2020年6月6日，從住家墜樓身亡，享壽63歲，適逢國民黨籍高雄市市長韓國瑜遭到罷免；7月10日，高雄地檢署認定許崑源為自殺。

## 生平
許崑源生於高雄市苓雅區，三歲喪父，十三歲喪母，由比他大十六歲的兄長許昆龍長兄如父地照料；許崑源的日常起居，則由向他們家租屋的一位女房客打理，這位女房客年紀很大，雖與許崑源沒有血緣關係，但情逾祖孫。大港埔鼓壽宮旁邊的新興市場是許崑源從小玩到大的地方，許崑源早年混跡江湖，發跡於舊名「甘蔗園仔」的聚落，今高雄中央公園、新堀江一帶，成為地方角頭，因此結交不少地方人士，也在地方上幫忙協調大小事務，造就了他直爽、海派的做事風格，他不諱言自己「十幾歲就出來社會走跳」，「五湖四海的朋友多」，而且朋友有難，只要能力所及，許幾乎有求必應。在闖蕩江湖期間，與鳳山區五甲「五甲公司」（五甲大賭場）的陳祥霖（五甲祥），以及現今鹽埕區沙仔地幫老大李約伯（A伯），成為換帖兄弟。
1980年，年僅23歲的許崑源追隨兄長許昆龍投入黨外運動，立志打倒當時中國國民黨的威權政治體制，1984年發生泰福閣酒家槍擊案，兩名刑警被殺，負責人許昆龍由於關閉電梯被牽連，被以妨害自由罪有期徒刑1年，並褫奪公權1年，淡出政壇。許昆龍的服務處逐漸由許崑源打理，但許崑源一直沒有參選。1988年3月，許昆龍在台北國父紀念館宣誓加入民主進步黨，成為民進黨高雄市黨部第一任主委，許崑源追隨兄長加入民進黨。
1994年，退出民進黨，以無黨籍參選高雄市議員。不久，許崑源成為高雄市無黨籍議員問政聯盟總召集人。
許崑源利用「奧源」這個綽號，成立「奧援慈善愛心慈善會」，1995年創設「奧援清寒獎助學金」、1997年開始舉辦「全國奧援盃球賽」，同時許崑源也擔任前金萬興宮（俗稱前金祖師廟、前金廟）主任委員，推廣清水祖師信仰。
2004年，綽號「細漢源」的高雄市苓仔寮大哥唐信源過世，許崑源擔任治喪委員會的主任委員。
2004年議長朱安雄因案逃亡，議長補選時，許崑源想結盟國民黨，問鼎議長寶座，但時任國民黨主席馬英九不同意，只打算讓他角逐副議長。許崑源不滿，成立跨黨派的「大高雄問政聯盟」，成為議會關鍵勢力，不少市府官員私下早就敬稱許崑源為「議長」。出入「大高雄問政聯盟」的議員、官員、媒體記者，竟比議長室還多，影響力超過補選時由藍轉綠的新任議長蔡見興。
2008年總統大選，無黨籍的許崑源擔任中國國民黨總統候選人馬英九和副總統侯選人蕭萬長競選總部全國無黨聯盟總會長。馬英九勝選後，許崑源加入國民黨。當外界詢問許崑源為何加入國民黨時，他表示自己的風格比較接近國民黨。
2010年，成為國民黨議會黨團總召集人，並當選縣市合併後第一屆高雄市議會議長。
2014年，由於民進黨於高雄市議會席次過半，國民黨掌握議長職位的機會渺茫，許崑源遂放棄連任，寧願做四年「陽春議員」。國民黨改提名黃柏霖角逐議長，結果黃柏霖敗給民進黨的康裕成，民進黨在高雄市（包括前高雄縣）首度完全執政。另有人以此諷刺許「以後你們再多選幾席！」言論。
2018年，由於國民黨於高雄市議會席次過半，許崑源以38票的絕對優勢成功當選議長、回鍋重掌議會，新任高雄市市長韓國瑜也親自到場祝賀，國民黨歷經33年來在高雄市（包括前縣區）首度完全執政。
2019年7月輕微中風，後經休養，狀況好轉，但仍常要幕僚攙扶其行走。 
2020年6月6日約20時45分，許崑源於四維三路的17樓自家住宅墜樓，未留下遺書；根據驗屍報告，死因為顱骨骨折，且死前並未使用酒精或毒品。但由於韓國瑜罷免確定，讓許崑源墜樓原因更引起外界關注，知情人士稱許崑源非常重視韓國瑜罷免案，還多次到前金祖師廟求籤，網路上有消息指出許崑源因簽賭韓國瑜罷免案而有債務、經濟壓力等，幕僚團隊表示這些並非事實。有媒體猜測，許崑源的情緒低落，除了韓國瑜確定被罷免之外，與自己的中風病況、換帖兄弟「五甲祥」陳祥霖5月過世有關。

## 身後
6月6日台北市議員梁文傑臉書發文，認為許崑源墜樓與簽賭失利有關。梁文傑雖承認失言，即刻刪文並兩度道歉，但依然遭到大量網友批評，10日「六名從高雄來的年輕黑衣男子」到梁文傑臺北市大同區服務處，「請」梁文傑一起南下高雄，到許崑源靈堂「上香致歉」。黑衣男子們因梁不在現場而作罷。
桃園市議員王浩宇則在臉書發布「力挺韓國瑜！高雄市議長許崑源晚間墜樓身亡」的訊息，被韓國瑜、許崑源支持者認定為用詞不當，王浩宇澄清內容單純為陳述事實，並未加入任何評論，沒有不敬之意，其中壢服務處11日依然遭民眾抗議，12日王浩宇收到臺北市內湖區發來的匿名恐嚇信，信中有兩顆子彈，並有「留一點口德」五字。
6月9日，無黨團結聯盟籍議員朱信強提案追諡許崑源為「永遠的榮譽議長」，高雄市議會各黨團代表無異議通過，將成為全國首例「榮譽議長」，此事隨後引發社會輿論；許崑源的遺孀林絲娛表示婉謝好意；高雄市議會表示為尊重遺屬意願，不追諡。
許崑源墜樓後，新堀江商圈、新興夜市（南華商圈）入口處，高掛看板，上書「悼許崑源議長」，且繪有一個蓮座，新堀江遊客表示像追悼會、氣氛很沈重。有高雄網友批「變成新堀江殯儀館」、「有夠噁心的裝模作樣，順便消費死者」、「這是新堀江商圈....為何這麼高調作悼念？明明此人物向來毀譽參半，為何要強迫另一陣營的人來認同他、感念他」，不過攤商則說，並不在意是否影響生意，且議長也曾幫了很大的忙，在過去新堀江商圈還沒合法時，是許議長疏通市政府，才讓他們可以安心做生意，看板會掛到許議長出殯為止。名嘴陳揮文在臉書上聲稱有網友將新堀江看板的照片上合成了「跳樓大拍賣」五個字。
許崑源停靈期間，高雄縱貫線老大「橘子」、大湖幫大老暨群園集團總裁「少年董仔」呂崇民、四海幫大老暨永鑫多媒體創辦人「凸哥」練成瑜都來致意。6月24日許崑源火化，民主進步黨高雄市市長參選人陳其邁前來拈香致意。
6月27日告別式於高雄市立殯儀館舉行，前總統馬英九、前立法院院長王金平、臺北市市長暨台灣民眾黨主席柯文哲、中國國民黨主席江啟臣，前主席吳敦義、朱立倫、洪秀柱、前高雄市市長韓國瑜等人都到場致意，由韓國瑜介紹其生平，江啟臣等人為許崑源金甕覆蓋國民黨黨旗，並追授中國國民黨中央委員會「實踐一等獎章」。高雄市代理市長楊明州率市府各代理局長、高雄市政府警察局局長李永癸率轄內分局長等二十餘位高階警官前來致意。另外，竹联帮大老暨中華統一促進黨主席「白狼」張安樂、竹聯幫天象堂堂主暨「南部竹聯企業」董事長「劉董」劉志強、沙地幫「牛兄」（代表李約伯）、「中台灣黑道教父」張清池、大湖幫「邦哥」陳任邦、台北的「波哥」等人，各率數十名至數百名的幫眾捻香，同時還有近一千位力挺韓國瑜的選民湧入會場悼念。許崑源遺孀林絲娛表示，將成立「許崑源愛心慈善基金會」，捐出新台幣50萬元給公益團體。據家屬表示，許崑源將長眠於佛光山萬壽園。

## 爭議

### 兒子涉毒
2003年，許崑源之子許政麟（21歲）涉及製作偽鈔與販毒重罪被捕，當時甚至傳出許崑源的前妻在行政院海岸巡防署高雄查緝隊幹員抵達時出面拖延，企圖讓兒子湮滅證據，讓許崑源陷入最低潮。許崑源聞訊第一時間趕到其子許政麟被捕的住處關心，由於兒子當場被查獲燒偽鈔又持有毒品，只能眼睜睜任由幹員將兒子帶離現場。許政麟涉嫌在全案中負責向買家接頭，並在印製偽鈔過程中，籌錢交給另一主嫌黃志豪，由黃買紙張並負責裁製防偽線，偽鈔完成後，由許政麟支配集團成員去檳榔攤洗錢，雖許政麟當場被逮，但專案人員相當低調，也強調許崑源和此案完全無關。許崑源淡然表示，每個人都要為自己的行為負責。不過許崑源友人私下表示，許政麟1個月零用錢超過新台幣70萬元，不會因缺錢犯法，是被壞朋友拖下水。許崑源友人稱︰「當然是氣死了，兒子做出這種事能不氣嗎？」 事實上這不是許政麟第一次給老爸惹麻煩，10月底他才在酒店和喝花酒的員警起衝突，被打得遍體麟傷，還上了媒體。
2019年1月，高雄市議長許崑源在臨時會審議預算時，主動點名刪除「高雄市毒品防制局」。許崑源當時說，「防毒的，你到底這個有甚麼功能，我……我都想不透，所以我說這個局，實在沒有存在的必要。」他認為，防毒業務多半是警察局、衛生局、社會局原本的工作，沒必要設置毒品防制局。幾個月後，韓國瑜打算照辦，發言引爆輿論。民進黨立委王定宇表示，「誰的詢答，他（韓國瑜）都可以不理，他都可以跳針，但是對許崑源議長，他可是尊敬百分、萬分。高雄社會不分黨派都期待，嚴加查察防制毒品，我個人是希望韓國瑜市長懸崖勒馬、想清楚。」

### 政治運作
2003年，許崑源涉嫌收受吳德美賄款新臺幣500萬元，以支持朱安雄選高雄市議長，遭檢方起訴，但法院以證據不足，判決無罪。
2010年，高雄市正副議長選舉發生大規模亮票事件，最終於2014年，許崑源在內之議員皆無罪定讞。此判決促成爾後議長選舉亮票公開化。
2014年4月，高雄市議會前議長許崑源等20名前任、現任市議員被控涉嫌偽造公文書定讞；而議員替助理簽名、蓋章，另涉偽造私文書部分，院方仍然維持無罪判決。

### 被指為「鴨霸」[a]
2007年6月28日深夜，高雄市議員藍星木至高雄市交通大隊，關切選民許慧心酒後駕車案情，卻出手推打、辱罵員警張瑋星，員警以柔道制伏藍星木並上銬逮捕，而後又將許慧心與藍星木兩人都請回。7月2日，議長莊啟旺出面關切。7月4日，警察局懲處員警張瑋星記過一次並調內勤、值班小隊長申誡兩次、分隊長申誡兩次並調整職務、中隊長申誡一次。7月5日，市長陳菊及警察局長蔡以仁至議會向藍星木及議長莊啟旺致歉，「大高雄問政聯盟」總召許崑源並不滿市府的處置方式，怒而拂袖而去。陳菊轉往許崑源所屬的大高雄問政聯盟向許崑源說明，許崑源又向陳菊發飆，並隨即連繫蔡以仁，要求市警局重開人評會，加重對張瑋星的處分，要記大過，調職站崗，市警局後將警員張瑋星改記二小過調職，小隊長、分隊長也加重處分。
2014年2月，高雄市議會審查年度預算，國民黨團刪除大量預算，引發民進黨團議員不滿，要求議長應該按照議事程序，許崑源以「甚麼違法提案，高雄市議會是你說了算嗎？」與「以後你們再多選幾席！」等回應。
2014年8月，當時國民黨議員劉德林質疑市長陳菊，81氣爆當晚是否接受按摩，陳菊以涉及司法程序，「偵查不公開」當擋箭牌，沒想到這個回答直接讓許崑源氣炸，大聲怒罵陳菊長達90秒，嗆「妳有夠鴨霸（「鴨霸」，蠻橫霸道）」，「妳要找漏氣（指故意丟議員面子）嗎？妳囂張到這種樣子，妳囂張甚麼？市長是這樣做的喔？」許崑源的剽悍引起不少爭議。議員陳政聞稱許崑源：「比較多的個人情緒上的發言，不管是在議事廳，或者是主持議事上面。」
2018年11月，許崑源試圖角逐議長職位，卻遭綠營批評開過賭場、販售「鴨霸酒」（臺語黑話，強迫他人以高價購買的廉價酒，類似兄弟酒），綠營稱許崑源、陸淑美是民間團體評鑑「疏於問政」前兩名，許崑源又開過賭場跟販售鴨霸酒，果然跟韓國瑜的賭場政見很吻合，呼籲選民睜大眼睛，別讓議會改革走回頭路。許崑源痛批民進黨選舉只會搞奧步，否認開賭場、賣酒等指控，建議民進黨選舉應走正途。高雄市議員蕭永達為許崑源澄清，許崑源當議長時，贈送他人「黑鑽威士忌」，作為公關活動之用，大家稱之為「議長牌威士忌」，送久了就被傳為「鴨霸牌威士忌」。
2019年3月初，高雄市警察局長李永癸赴議會備詢，答詢完畢後，國民黨籍的議長許崑源竟說，「現在韓市長在做市長了，我也希望你們（警察們）能夠自愛一點」。許崑源接著說：「在說甚麼大家都知道啦，對不對」，接著許崑源命分局長離開，「分局長，你也比較差不多一點，請離開啦，來啦，請離開」，許崑源繼續說，「我這邊好話、壞話跟你們都說一遍喔，過去的警察是怎麼樣，大家都心知肚明，我再『盯』一遍，警察不是跟著一個市長的，警察不是跟著一個政黨的，警察保持中立，做你們應該做的工作就好。」由於許崑源的神情聲調令人十足敬畏，影片流傳後，引起輿論譁然。
2019年7月許崑源不滿前朝陳菊市府斥資3461萬元打造的「81氣爆紀念裝置藝術園區」，表示政風單位應該查明狀況；但網友發現，高雄市政府社會局每年2次函文中央政府報告經費使用情況，也經馬英九政府審核通過。

### 助韓
2018年9月，許崑源宣稱，根據成功大學民意調查顯示，高雄市長選舉，韓國瑜和陳其邁出現黃金交叉，韓國瑜支持率領先陳其邁1％。但成大聲明，成大僅有部分教師所組成的「調查統計研究中心」，但該中心並沒有被委託做相關民意調查，更未曾發布此一民調統計結果。被質疑是假民調之後，許崑源回應稱「日前剛好遇到一個親綠、過去支持民進黨的好朋友提起的，不知道什麼原因，他一直在罵民進黨，所以他拜託成大甚麼老師做了一個民調，結果韓國瑜贏1％，就是這麼簡單。」關於到底是成大的哪位老師所做？許崑源稱，「我不會問他是誰做的，人家又沒有欠我。」對於民進黨議員要遞狀檢舉許崑源違反選罷法，他怒嗆：「如果選舉用這種骯髒步數，百姓如果認同，叫他們（按指民進黨）快去告。」
2019年3月28日，高雄市議會多名民進黨議員大聲疾呼，要求高雄市長韓國瑜至議會進行「中國經貿行專案報告」，議員們對韓國瑜深感疑慮，並質疑韓國瑜欲在臺灣推動一國兩制。許崑源直接否決此一提案，直呼：「市長如果是出訪拼經濟、拼外銷訂單，議會民進黨團為了政治目的卻是不停扯後腿，太不厚道。」還向議員們嗆聲：「要罵我鴨霸（臺語：壓霸／ah-pà，蠻橫霸道）、黑金，隨便你們！」。
2019年5月13日，議員林智鴻質詢韓國瑜，「高雄有幾個行政區？」、「高雄最北的行政區？」、「五甲大廟的主神是誰？」等「高雄市基本問題」，每題有三個選項，韓國瑜全部拒答，一一指派局處首長回答，韓還刻意在每一次指派時，高喊「高雄發大財」，表現其不滿。議長許崑源質疑林智鴻刻意利用大量「常識」，汙辱韓國瑜，多次打斷質詢，還斥責林智鴻：「不知在當甚麼議員，一點素質都沒有」。林智鴻稱，議長不應干涉議員的質詢方法，多次請求議長暫停計時，許崑源卻回應：「我要不要給你加，我決定就好。」最後，林智鴻受干擾而損失的質詢時間還是沒有被補回。
2019年9月民進黨議員黃文益用影片諷刺韓國瑜「落跑選總統」。卻惹得議長許崑源不滿，教訓表示「這裡是議事廳，不是打架的地方，小聲一點」，當下黃文益馬上表示，「好，我的音量會放低！」許崑源還加碼繼續罵，「有時候要做戲，稍微就好，有照相照到，這樣就有看到了，不要作秀作得過頭！」黃文益遭外界質疑，對許崑源的干擾質詢，為甚麼不抗議？對此黃文益表示，「不管是不是做秀，民眾自有判斷，但是每個議員，包括我，都問心無愧，秉持良知來問政，問政會有一些其他方式，我覺得身為議長身經百戰，更應該尊重議員問政的方法，而不是為了護航韓國瑜就說別人在做秀」。又有網友提出了許崑源議會內大聲咆哮怒罵陳菊的影片，對許崑源大加諷刺。
2020年罷韓期間，高雄市政府環境保護局接獲擁韓、罷韓團體的廣告檢舉案，其中一幅在苓雅區興中一路的「高雄發大財」大型看板，就是許崑源和韓國瑜一起的畫面。在民眾檢舉是「違規設置廣告」之後，許崑源隔天即自行拆除。

### 農舍別墅
2011年許崑源被立委李俊俋爆料，在屏東擁有一間200坪的「豪華農舍」，當時許崑源馬上允諾拆除，但到2014年，記者再度走訪時，豪華農舍依舊存在，只是登記到別人名下，附近居民還爆料，房子登記在許崑源朋友名下就是為了閃避法規，也讓這個農地上的別墅再次引爆爭議。

### 高職生口試碩士生
2020年7月，高雄市議員李雅靜被揭露，其國立中山大學公共事務研究所碩士在職專班的學位論文「平潭特區兩岸共同開發體制建構研擬－以兩岸社團合作為例」，口試委員竟包含「僅有高職學歷的許崑源」及國民黨前立委侯彩鳳，而許崑源僅有高職學歷，引爆輿論爭議。中山大學則解釋，依據「國立中山大學研究生學位考試施行細則」第12條第4款，許崑源應該屬於是「學術或專業上有成就者」；至於其資格，是由辦理學位授予的各系所會議認定。

## 家庭
父親許其養為地政士，遇到窮困的人拜託寫文件，不僅不收費用，甚至還自掏腰包給這些窮苦人搭車回家，在大港埔赫赫有名，但英年早逝。
胞兄許昆龍是民進黨創黨後的第一任高雄市黨部主委，高雄市議員；另擔任美麗島事件服務處主任。許崑源從政後，許昆龍協助許崑源選民服務，1998年中風，2012年病逝。
許崑源與前妻余修容生下一子一女。2003年，其子許政麟涉入製作偽鈔與販毒案件遭到逮捕。女儿許采蓁2022年参选高雄市议员並當選。遺孀為林絲娛，曾任婦聯會高雄分會主委，許崑源與其育有一女。

## 外部連結
- 用心打拼許崑源的Facebook專頁